# فرانتيسيك لورينز
فرانتيسيك لورينز (بالتشيكية: František (Vladimír) Lorenc) (بالبرتغالية: Francisco Lorenz) هو ناشط إسبرنتو وفيلسوف ومترجم وكاتب تشيكي وبرازيلي، ولد في 24 ديسمبر 1872 في Zbyslav (Vrdy) ‏ في التشيك، وتوفي في 24 مايو 1957 في بورتو أليغري في البرازيل.